# 聚光院
聚光院（じゅこういん）は、京都市北区紫野大徳寺町にある臨済宗大徳寺派の寺院。大本山大徳寺の塔頭。本尊は釈迦如来。聚光院という名は三好長慶の法名「聚光院殿前匠作眠室進近大禅定門」から採られたものである。寺内は通常は公開されていない。

## 歴史
三好長慶の養子である義継が、永禄8年（1565年）に永禄の変で室町幕府第13代将軍の足利義輝を攻め滅ぼした後の翌永禄9年（1566年）に、養父長慶の菩提を弔うため大徳寺の笑嶺宗訢（しょうれいそうきん）を開山として創建した。
千利休が笑嶺和尚に参禅していたことから利休の墓がある。それ以降、表千家・裏千家・武者小路千家の三千家歴代の墓所となっている。

## 境内
- 方丈（重要文化財） - 本堂。永禄9年（1566年）に三好義継によって建立。桃山時代の方丈建築を代表する建物で、方丈内部は狩野松栄・永徳父子による国宝の障壁画で飾られている。障壁画のオリジナルは保存のため京都国立博物館に寄託され、現在方丈にある障壁画は複製である。また、三好之長、三好元長、三好長慶ら三好家三代とその妻、三好実休、安宅冬康、三好義継などの三好一族の位牌がある[2]。
- 方丈前庭「百積（ひゃくせき）の庭」（国指定名勝） - 狩野永徳が下絵を描き千利休が作庭したと伝わる方丈前の庭で、苔庭に直線上に庭石を置き、石組みの多いことから「百積の庭」といわれる。
- 庫裏
- 書院 - 2013年（平成25年）建立。千住博によって滝の襖絵が描かれている。
- 茶室「閑隠席（かんいんせき）」（重要文化財） - 利休150回忌の寛保元年（1741年）に表千家7代・如心斎が造り、寄進したもの。三畳中柱入りで床の間は下座床、炉は台目切りとする。中柱と床柱はともに赤松皮付きで、点前座の天井は一段低くなった落天井とする。かつては千利休自刃の席として伝えられていた[3]。
- 茶室「桝床席（ますどこせき）」（重要文化財） - 閑隠席と同じ建物内にあり、水屋を隔てて東側にある茶室。枡形（正方形）の踏込床があるため桝床席と呼ばれる。四畳半平面のうちの半畳を床の間とした形式で、炉は床の間に接して向切りとする。この桝床は表千家六代・覚々斎の好みと伝わる[4]。
- 三好長慶の墓
- 千利休の墓 - 三千家の歴代墓地が並ぶ中央に位置する高さ約2メートルの宝塔で、もとは船岡山に置かれていた誰かの供養塔である。利休が生前に愛し、没後自らの墓標とするようにしたと伝わる。宝塔ではあるが、中央に縦長の穴が開けられている。
- 表千家歴代の墓
- 裏千家歴代の墓
- 武者小路千家歴代の墓
- 山門

## 文化財

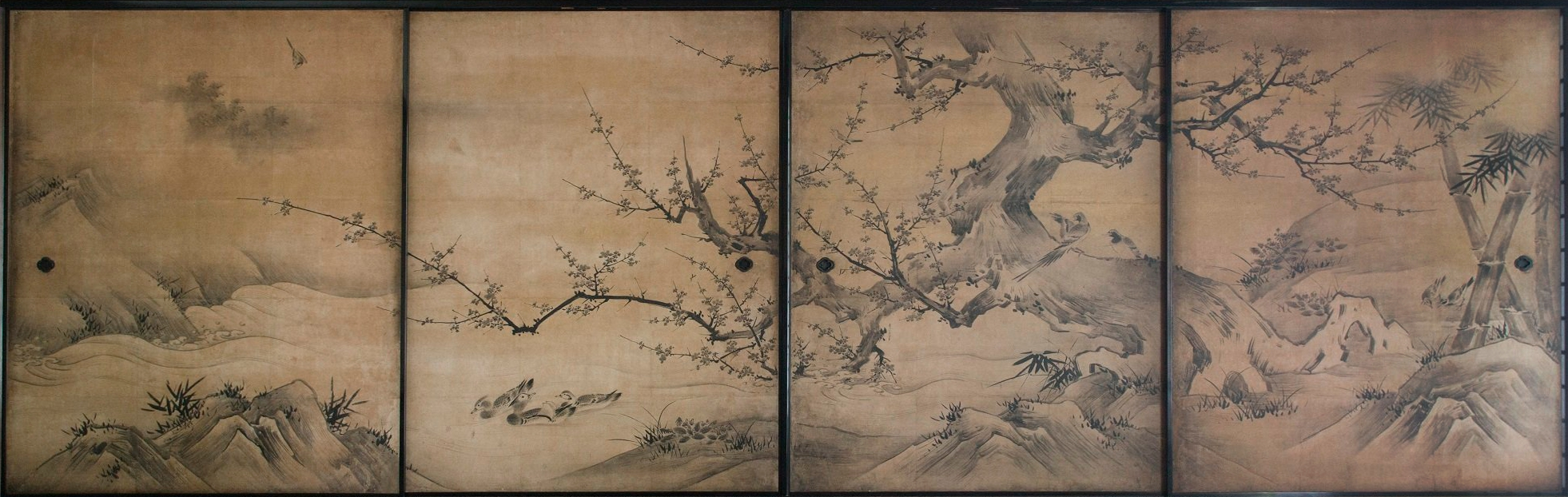
花鳥図のうち

### 国宝
- 方丈障壁画 38面（附：8面） - 狩野永徳とその父狩野松栄の作。聚光院創建時の永禄9年（1566年）の作とされる。同年の作とすれば永徳24歳の作である。方丈の建立時期を天正11年（1583年）とし、障壁画もその頃の制作とする新説もあるが定説とはなっていない[5]。
  - 花鳥図 16面 - 「室中」の間の障壁画。狩野永徳の作。松・竹・梅にオシドリ・セキレイ・丹頂鶴などを組み合わせた花鳥図で、生命力にあふれている。　
  - 琴棋書画図（きんきしょがず）8面 - 「檀那の間」（上の間）の障壁画。狩野永徳の作。中国の士大夫（科挙出身の高級官僚）に必須とされた琴、棋（囲碁・将棋）、書、画に耽る姿を絵画化したものである。室中の間の「花鳥図」が行体で自由奔放に描かれているのに対し、この図は楷体で謹厳な筆致が特色である。
  - 瀟湘八景図（しょうしょうはっけいず）8面 - 「礼の間」（下の間）の障壁画。古来より景勝の地として文人墨客がしばしば訪れた瀟水と湘水の合流する洞庭湖周辺の8つの風景を描いたもので、永徳の父・狩野松栄により描かれたものである。
  - 竹虎遊猿図 6面 - 檀那の間の北側（裏）の「衣鉢の間」の障壁画。狩野松栄作。
  - 蓮鷺藻魚図（れんろそうぎょず）8面（附指定） - 仏間の仏壇下小襖の絵[6]。

以上の障壁画のオリジナルは保存のため京都国立博物館に寄託され、方丈にはデジタル技術による高精度の複製が設置されている。

### 重要文化財

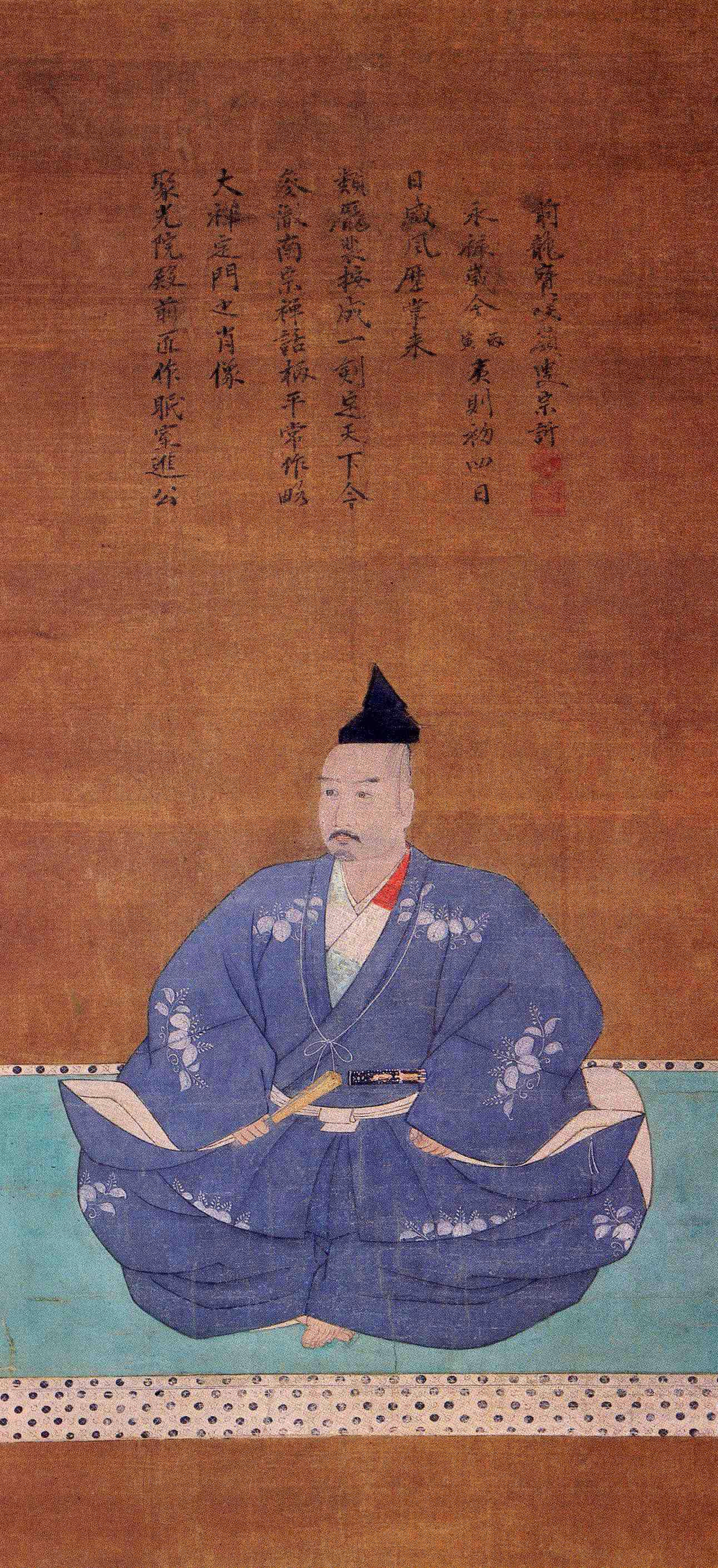
三好長慶像

- 本堂（方丈）
- 茶室「閑隠席」
- 茶室「枡床席」
- 絹本著色三好長慶像

### 国指定名勝
- 聚光院庭園

## アクセス
- JR京都駅より京都市バス・大徳寺前（約30分）下車、徒歩約10分